# La figlia di suo padre
La figlia di suo padre (La Fille de son père) è un film francese del 2001 diretto da Jacques Deschamps.

## Trama
Henri, padre di famiglia in difficoltà economiche, scopre di venire tradito dalla moglie. Per vendicarsi e farla ingelosire finge di essere il padre di Anna, una ragazza di 18 anni figlia del suo amico Francis, da cui non era mai stata riconosciuta.